# Hosannas from the Basements of Hell
Albums de Killing Joke
XXV Gathering!: Let Us Prey Absolute Dissent
Douzième album studio du groupe Killing Joke, Hosannas from the Basements of Hell est sorti en 2006, trois ans après leur précédent opus. Il existe sur supports CD et double vinyle coloré bleu, limité à 3 000 exemplaires.
L'enregistrement a été effectué dans des conditions assez difficiles. Le parti-pris consistait à renouer avec le son brutal du groupe, tel qu'on peut l'entendre sur les tout premiers albums du début des années 1980. Contrairement au Killing Joke de 2003, qui avait bénéficié d'un luxe de moyens techniques indéniable (multiples prises pour la batterie et les guitares, entre autres), la production de Hosannas est, pour sa part, très dépouillée.
Geordie Walker, le guitariste du groupe, a refusé de jouer ses partitions plus d'une fois. Le reste de la formation a suivi son exemple et l'album a été enregistré en un laps de temps extrêmement court. On retrouve, principalement sur le titre Invocation, des influences moyen-orientales chères à Jaz Coleman, qui semblaient avoir disparu du registre du groupe depuis Pandemonium, en 1994.
Coleman aborde des thèmes qui lui sont chers et reviennent régulièrement dans son travail avec Killing Joke : les pulsions violentes, voire meurtrières, que la musique aide à exorciser (Hosannas from the Basements of Hell), les théories occultistes basées sur la panspermie (the Lightbringer), la fin inévitable de la société occidentale (this Tribal Antidote), etc.
L'album tire son nom du lieu qui a fait office de studio de répétition et d'enregistrement pour l'album, the Basement of Hell, littéralement « le sous-sol de l'Enfer ». Il s'agit d'un atelier de recherche artistique pluridisciplinaire situé à Prague, en République tchèque. Certaines sessions se sont transformées en concerts improvisés, à cause du passage incessant lié à l'activité du lieu.

## Artwork

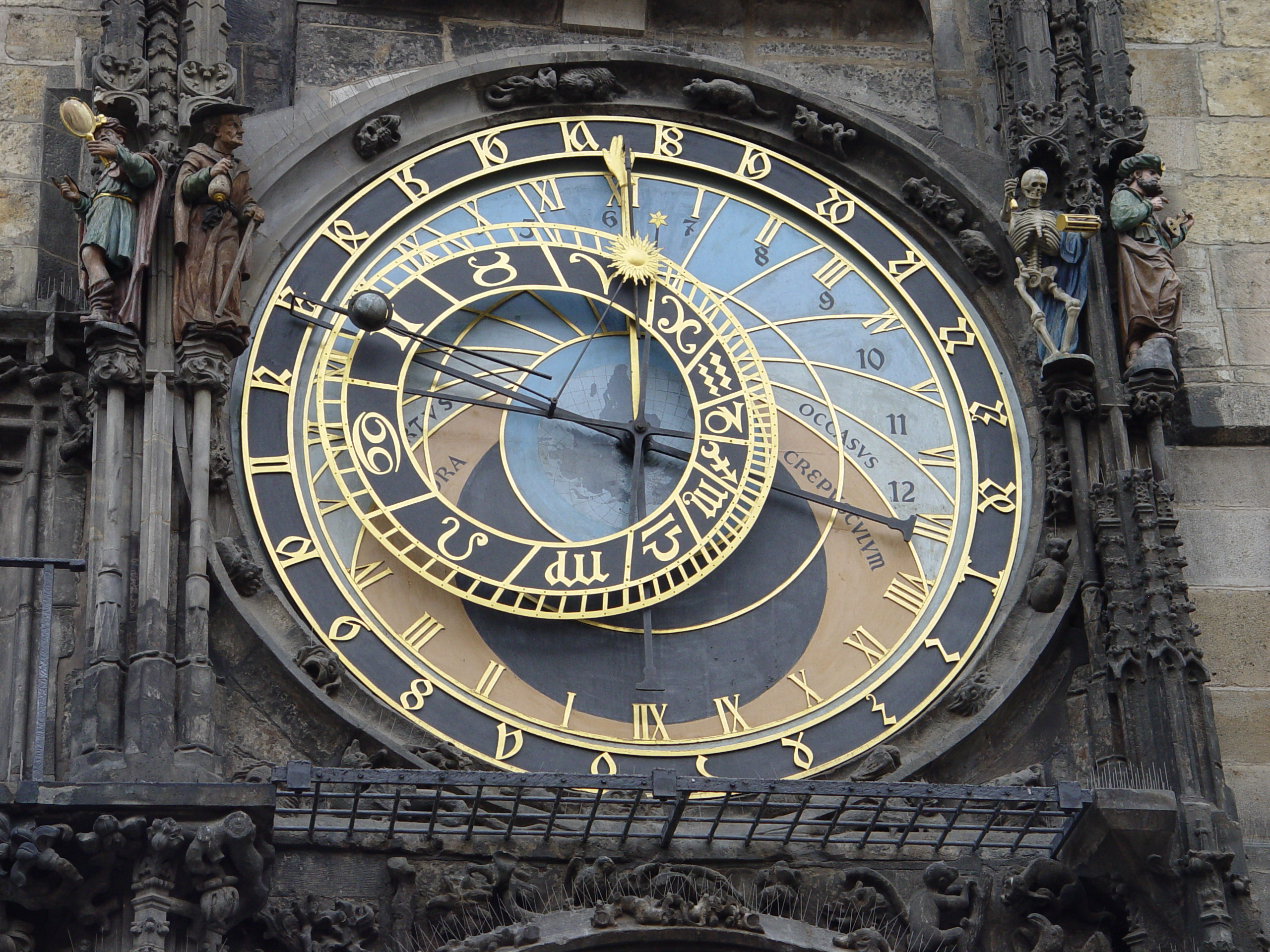
Vue rapprochée de l'horloge astronomique de l'hôtel de ville de Prague. Seul le cadran est visible sur le CD de Hosannas.

La couverture de l'album est une reproduction d'une œuvre surréaliste de Victor Safonkin, peintre d'origine russe dont Coleman a admiré les toiles lors d'un de ses nombreux séjours à Prague, où il réside à peu près la moitié de son temps, son autre pays d'adoption étant la Nouvelle-Zélande. Un détail d'une autre œuvre de Safonkin est également reproduit en double page dans le livret. Coleman a dû négocier un rabais substantiel sur le prix des droits de reproduction, les possibilités financières du groupe étant fortement limitées.
Dans les éditions CD de l'album, le disque est orné d'une reproduction du cadran de l'Horloge astronomique de Prague, chef-d'œuvre d'horlogerie médiévale situé dans la tour de l'hôtel de ville de la capitale tchèque. Cette même image se retrouve sous le logement du disque. Le choix de cette image n'est sans doute pas anodin, puisque faisant référence à la fois à la ville qui a vu naître l'album - l'horloge est un des plus célèbres symboles touristiques et historiques de Prague - et à l'astrologie, discipline chère à Jaz Coleman.

## Liste des morceaux
1. This Tribal Antidote
2. Hosannas from the Basements of Hell
3. Invocation
4. Implosion
5. Majestic
6. Walking with Gods
7. the Lightbringer
8. Judas Goat
9. Gratitude

## Single Maxi
1. Hosannas from the Basements of Hell
2. Universe B
3. Afterburner